# Ґрошовиці (Мазовецьке воєводство)
Ґрошовиці (пол. Groszowice) — село в Польщі, у гміні Єдльня-Летнісько Радомського повіту Мазовецького воєводства.
Населення — 1324 особи (2011).

## Демографія
Демографічна структура станом на 31 березня 2011 року:
|          | Загалом | Допрацездатний вік | Працездатний вік | Постпрацездатний вік |
| -------- | ------- | ------------------ | ---------------- | -------------------- |
| Чоловіки | 652     | 142                | 464              | 46                   |
| Жінки    | 672     | 135                | 426              | 111                  |
| Разом    | 1324    | 277                | 890              | 157                  |